# Shangri-La (bande dessinée)
Pour les articles homonymes, voir Shangri-La (homonymie).
Shangri-La est une bande dessinée de science-fiction, écrite, dessinée et mise en couleur par Mathieu Bablet. Le récit se développe autour de plusieurs thèmes : dystopie, voyage dans le temps, consumérisme, espace, manipulation génétique et horreur. Le volume, édité par Ankama Éditions dans la collection Label 619, est paru en septembre 2016. Il comporte 220 planches.
La bande dessinée est rééditée en octobre 2021 dans une édition premium, avec une histoire inédite de vingt planches, John’s new adventure,.

## Synopsis
Le récit se déroule dans un futur éloigné. La Terre étant devenue inhabitable, les humains se sont réfugiés dans une station spatiale, où ils mènent une vie confinée et coupée de la lumière solaire. La corporation Tianzhu Entreprise dirige indirectement la vie des humains et des animoïdes, espèces anthropomorphes mi-humaines, mi-animales et douées de parole. L'intrigue suit l'histoire de plusieurs personnages, selon leurs motivations : connaître la vérité, créer un homme génétiquement nouveau, renverser le pouvoir... En particulier, le personnage de Scott est chargé d'enquêter sur des explosions dans des stations-laboratoires. Dans « une région inhospitalière de la planète Titan », Tianzhu Enterprises prévoit de « créer à partir de rien une nouvelle espèce d'êtres humains particulièrement résistants ».

## Thèmes
L'album interroge le spécisme par la présentation des Animoïdes, êtres mi-humains mi-animaux, qui renvoie « au racisme ordinaire sur les communautés minoritaires, le travail dans les usines délocalisées qui nous permettent d’avoir un confort technologique et la question du spécisme ».
Dans Sud Ouest, l'auteur estime que les thèmes de « l'environnement, la politique, l'économie, les mouvements sociaux, le racisme, les expérimentations scientifiques incontrôlées… sont en intrication totale ».
D'après Tout en BD, les thèmes dans Shangri-La puisent dans les classiques de la science fiction : « consumérisme à outrance, absence de libertés individuelles, manipulation génétique, animoïdes et désir de rébellion de certains ». Concernant les libertés individuelles, le récit rappelle certains classiques comme Le Meilleur des mondes, 1984 et Soleil vert.

## Genèse de l'œuvre
Mathieu Bablet est originaire de Grenoble et il a reçu une formation en Arts appliqués.
Le titre Shangri-La fait référence au roman Les Horizons perdus (Lost Horizons, traduit en français : Les Horizons Perdus), écrit par James Hilton en 1933 puis adapté au cinéma par Frank Capra en 1937 (Les Horizons perdus).

## Style
Les illustrations de la Terre dans l'espace se fondent sur des clichés de la NASA. L'auteur utilise des outils numériques pour les couleurs, cherchant « un aspect presque photographique ». D'après Charente Libre, « Le trait est minutieux, la station décrite sous tous les angles à grand renfort de détails architecturaux ».
D'après 9e Art, le dessin de Bablet s'inspire des jeux vidéo, en particulier les RPG. Tout en BD décrit le dessin comme « minutieux » en particulier pour les détails à l'intérieur de la station spatiale : « Tous ces espaces confinés tranchent avec les illustrations pleine page dans l’espace qui en mettent plein les yeux ».

### Analyse
Mathieu Bablet dit illustrer « le rapport de l'Homme à l'univers, la petitesse de son existence par rapport à l'infini et la vacuité potentielle — et avérée dans l'histoire — de ses actions par rapport à la création ».

### Influences
L'auteur se dit influencé par le Japonais Katsuhiro Otomo (Akira, Dômu) et les Américains Mike Mignola (Hellboy) et John Carpenter (réalisateur du film The Thing) - et, plus globalement, par les films d'horreur.
Dans Sud-Ouest, Bablet dit se référer à Universal War One et au manga Planetes.

## Accueil critique
Cette œuvre fait partie de la sélection officielle en 2017 au festival international de la BD d'Angoulême.
Shangri-La fait partie des finalistes dans le prix 2017 de la BD Fnac.
L'album a fait partie des finalistes au Grand Prix de la critique 2017.